# Afvist
Afvist er en dokumentarfilm instrueret af Aage Rais-Nordentoft efter eget manuskript.

## Handling
Torsdag den 13. august ryddede politiet Brorsons Kirken på Nørrebro, hvor 80 irakere i 3 måneder havde søgt tilflugt. "Afvist" er et portræt af begivenhederne før, under og efter rydningen. Filmen indeholder ikke før viste optagelser inde fra kirken samt interviews fra Ellebæk-fængslet i Sandholmlejren.